# ダニエル・ジェゴフ
ダニエル・ジェゴフ（Danièle Gégauff）は、フランスの女優、映画プロデューサーである。出生名はダニエル・ローゼンクランツ（Danièle Rosencranz）、本名はポール・ジェゴフと結婚後は離婚後もダニエル・ジェゴフ＝ローゼンクランツ（Danièle Gégauff-Rosencranz）である。

## 人物・来歴
生年生地不明。
フランスのヌーヴェルヴァーグの脚本家、娯楽小説の作家として知られるポール・ジェゴフと結婚し、一女クレマンスをもうける。
1971年（昭和46年）、ダニエル・ジェゴフの名で、ジャック・リヴェットがシュザンヌ・シフマンと共同で監督した12時間を越える大作『アウト・ワン』のプロデューサーを務める。
1975年（昭和50年）、クロード・シャブロルが監督し、夫のポールが脚本を書いた『お楽しみ』に、ポール、娘のクレマンスとともにヌードシーンをものともせず出演し、主演する。その後ポールと離婚、1976年（昭和51年）、ジャック・リヴェット監督の『デュエル』の製作主任を務め、旧姓の「ダニエル・ローゼンクランツ」名義でクレジットされる。同年、リヴェット監督の『ノロワ』に準主役級で出演する。
1977年（昭和52年）、マルグリット・デュラス監督の『バクスター、ヴェラ・バクスター』をプロデュースしてからは、ジェゴフ名義に戻る。1981年（昭和56年）、リヴェット監督の『メリー・ゴー・ラウンド』にもジェゴフ名義で出演した。1983年（昭和58年）12月24日、前夫ポール・ジェゴフがノルウェーで再婚相手に殺された。
その後も、ダニエル・ジェゴフ＝ローゼンクランツ等の名義で、ミケランジェロ・アントニオーニ監督の『愛のめぐりあい』（1995年）、『エロスの誘惑 - 危険な道筋』（オムニバス『愛の神、エロス』の一篇、2004年）でエグゼクティヴプロデューサーを務めている。

## フィルモグラフィ
- 『アウト・ワン』 Out 1, noli me tangere : 監督ジャック・リヴェット / シュザンヌ・シフマン、1971年 - プロデューサー（ジェゴフ名義）
- 『お楽しみ』 Une partie de plaisir : 監督クロード・シャブロル、1975年 -  エステル役（ジェゴフ名義）
- 『デュエル』 Duelle (une quarantaine) : 監督ジャック・リヴェット、1976年 - 製作主任（ローゼンクランツ名義）
- 『ノロワ』 Noroît : 監督ジャック・リヴェット、1976年 -  セリア役（ローゼンクランツ名義）
- 『壁戸棚の子どもたち』 Les enfants du placard : 監督ブノワ・ジャコ、1977年 -  母役（ローゼンクランツ名義）
- 『バクスター、ヴェラ・バクスター』 Baxter, Vera Baxter : 監督マルグリット・デュラス、1977年 - プロデューサー（ジェゴフ名義）
- 『アイーダ』 Aïda : 監督ピエール・ジュールダン、1977年 - プロデューサー（ジェゴフ名義）
- 『夜の底の女』 Une femme au bout de la nuit : 監督ダニエル・トレダ、1980年 -  ローズ役（ジェゴフ名義）
- 『メリー・ゴー・ラウンド』 Merry-Go-Round : 監督ジャック・リヴェット、1981年 -  エリザベート役（ジェゴフ名義）
- 『愛のめぐりあい』 Al di là delle nuvole : 監督ミケランジェロ・アントニオーニ / ヴィム・ヴェンダース、1995年 - エグゼクティヴプロデューサー（ジェゴフ＝ローゼンクランツ名義）
- 『犬と将軍と鳥たち』 Le chien, le général et les oiseaux : 監督フランシス・ニールセン、2003年 - エグゼクティヴプロデューサー（ローゼンクランツ名義）
- 『愛の神、エロス』 Eros : オムニバス、2004年
  - 『エロスの誘惑〜危険な道筋』 The Dangerous Thread of Things : 監督ミケランジェロ・アントニオーニ、 - エグゼクティヴプロデューサー（ローゼンクランツ名義）

## 註
1. ↑  filmreference.com サイト内の記事「Paul GÉGAUFF」リンク先の記述を参照。